# Inma Gabarro
María Inmaculada Gabarro Romero (* 5. November 2002 in Espartinas, Provinz Sevilla) ist eine spanische Fußballspielerin.

## Karriere

### Vereine
Von deren B-Mannschaft wechselte sie zur Saison 2020/21 in die erste des FC Sevilla.

### Nationalmannschaft
Mit der spanischen U20 nahm sie an der Weltmeisterschaft 2022 teil und gewann dort mit ihrer Mannschaft das Turnier. Dort erzielte sie in ihren sechs Einsätzen insgesamt acht Tore und wurde so die Torschützenkönigin des Turniers, gleichsam wurde sie sie auch zur Spielerin mit den meisten erzielten Toren in ihrer Mannschaft überhaupt. Ein wenig später absolvierte sie dann auch schon in der U23 ein paar Einsätze.
Ihr Debüt in der A-Nationalmannschaft hatte sie dann am 11. November 2022 bei einem 7:0-Freundschaftsspielsieg über Argentinien. Dort wurde sie zur 73. Minute für Alba Redondo eingewechselt und erzielte dann in der 78. Minute auch noch das endgültige 7:0. Weitere Einsätze kamen noch nicht hinzu und auch beim Kader für die Weltmeisterschaft 2023, schaffte sie es nicht über den vorläufigen Kader hinaus.